# Keo Meas
Keo Meas (n. 1926 - f. antes del 27 de septiembre de 1976) fue un político comunista camboyano, Secretario General del partido Krom Pracheachon (Grupo Popular) desde 1955 hasta 1960 y, durante este período, principal líder opositor al régimen sihanoukista del Sangkum, que gobernó de forma autoritaria el país entre 1955 y 1970.
para las elecciones generales de 1955, Keo Meas formó parte del Pracheachon, partido que registró junto con Non Suon y Penn Yuth. Inicialmente, quisieron fundar el "Partido de Resistencia Jemer", pero el registro les fue rechazado, así que resolvieron utilizar el nombre "Grupo Popular". El partido no logró obtener ningún escaño debido al fraude electoral a favor del Sangkum, partido de Norodom Sihanouk. En 1956, Meas y otros miembros del Pracheachon establecieron la revista oficial del partido, aunque esta sería posteriormente cerrada por el gobierno.
En las siguientes elecciones, en 1958, el Pracheachon fue la única fuerza opositora en no boicotear las elecciones, aunque solo se atrevió a presentar cinco candidatos. Keo Meas compitió contra Nhieim Sokphai por la circunscripción de Nom Pen. Sin embargo, días antes de la votación, tres candidatos se retiraron, dejando solo a Keo Meas y a Yim Cheo en Kompot. Cheo solo recibió 13 votos, mientras que Meas 396. Tras las elecciones, Keo Meas partió al exilio y fue posteriormente reemplazado como líder por Saloth Sar (conocido como Pol Pot). Por insistencia de este, que no le veía ningún objeto a seguir presentando candidatos en elecciones que no tenían ninguna posibilidad de ganar, el Pracheachon también pasó al abstencionismo.
Tras la caída de Norodom Sihanouk y la posterior victoria de los Jemeres Rojos en la guerra civil, Keo Meas regresó a Camboya para trabajar con el régimen de Pol Pot. Sin embargo, fue arrestado el 25 de septiembre de 1975, desapareciendo sin dejar rastro. Posteriormente se descubrió que murió en cautiverio en 1976.